# Éditions Macula
Pour les articles homonymes, voir Macula (homonymie).
 (juillet 2021).
Si vous disposez d'ouvrages ou d'articles de référence ou si vous connaissez des sites web de qualité traitant du thème abordé ici, merci de compléter l'article en donnant les références utiles à sa vérifiabilité et en les liant à la section « Notes et références ».
Macula est une maison d'édition française spécialisée en histoire de l'art.

## Une revue puis une maison d'édition
De 1976 à 1979, Macula est une revue d’histoire de l’art, elle compte six numéros. En 1980, sous l’impulsion notamment de l’historien de l’art Jean Clay, les Éditions Macula sont fondées à Paris.

## Aujourd'hui
Depuis 2010, la maison est dirigée par Véronique Yersin, qui ouvre le catalogue à d’autres champs artistiques, notamment le cinéma, la photographie et les écrits d’artistes. Les éditions Macula publient de six à dix ouvrages par année ainsi qu’une revue annuelle d’histoire de la photographie, Transbordeur. Le catalogue comprend à ce jour une centaine d’ouvrages répartis dans une quinzaine de collections.
Les éditions Macula ont notamment publié le premier livre de Georges Didi-Huberman, Invention de l’hystérie (1982) ; les premières éditions françaises des écrits de Rosalind Krauss, Le Photographique (1990), L’Originalité de l’avant-garde (1993), Passages (1997) ; les Écrits complets d’André Bazin (2018) ou encore Art et Culture de Clement Greenberg (1988). Parmi les auteurs publiés, peuvent également être cités Giorgio Agamben, Carl Andre, Jean-Christophe Bailly, Mustapha Benfodil, Michael Camille, Éléonore Challine, Romy Golan, Lawrence Gowing, Nathalie Koble, Jean-Claude Lebensztejn, Olivier Lugon, Philippe-Alain Michaud, Otto Pächt, Muriel Pic, Arnauld Pierre, Éric Poitevin, Meyer Schapiro, Zrinka Stahuljak, Michel Troisgros, Aby Warburg, Johann Joachim Winckelmann, en:Margot Wittkower et Rudolf Wittkower, Hanns Zischler.

## Sources
- Fiche entreprise Editions Macula  sur www.société.com
- Natacha Wolinski, "Véronique Yersin : « Le manque de liberté de l’être humain m’épate toujours »" The Art News Paper, 28 mars 2021 (consulté le 28 mai 2021)
- Elisabeth Chardon, "Macula, éditeur aimé des artistes" Le Temps, 27 mars 2014 (consulté le 28 mai 2021)
- Christine Coste, "L’état de santé des éditions Macula par sa directrice" Le Journal des Arts, 4 juillet 2020 (consulté le 28 mai 2021)
- Etienne Dumont, "LIVRES D'ART II / Du côté de chez Macula" Bilan, 03 novembre 2013 (consulté le 28 mai 2021)

- Jean-Marie Courant (2016). Les métamorphoses de Macula (1/2) Back Cover n°7  (ISBN 9782917855638), pp. 20-25.